# Tawrijske (Skadowsk)
Tawrijske (ukrainisch Таврійське; russisch Таврийское Tawrijskoje) ist ein Dorf im Südwesten der ukrainischen Oblast Cherson mit etwa 1950 Einwohnern (2016).

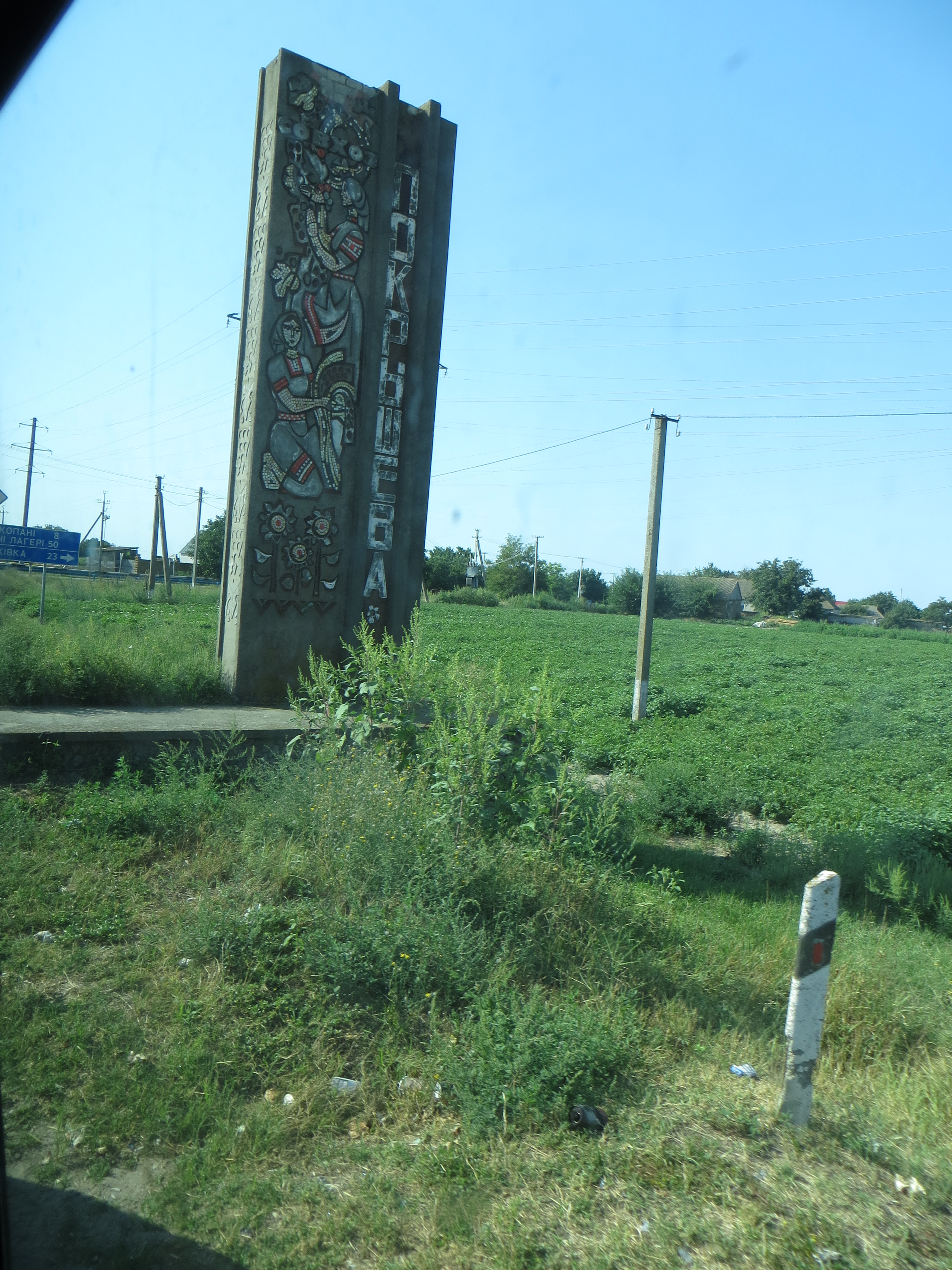
Ortseingangsschild von Tawrijske

## Geschichte
Das Dorf teilt seine Geschichte mit dem in der ersten Hälfte des 19. Jahrhunderts gegründeten Nachbardorf Hladkiwka.
Dieses war vom 14. September 1941 bis zum 3. November 1943 von deutschen Truppen besetzt und hieß bis 1946 Келегеї Keleheji. 1992 wurde der westliche Teil von Hladkiwka abgetrennt und erhielt als selbstständiges Dorf den Namen Tawrijske.
Seitdem war Tawrijske bis Dezember 2016 das administrative Zentrum der gleichnamigen, 4,466 km² großen Landratsgemeinde, zu der noch das Dorf Welykyj Klyn (Великий Клин, ⊙) mit etwa 300 Einwohnern gehörte. Seit Dezember 2016 ist die Landratsgemeinde Tawrijske Teil der Landgemeinde Hladkiwka. Im Jahr 2001 besaß das Dorf 2089 Einwohner.
Am 12. Juni 2020 wurde das Dorf ein Teil der Stadtgemeinde Hola Prystan.
Seit dem 17. Juli 2020 ist sie ein Teil des Rajons Skadowsk.

## Geografische Lage
Die Ortschaft liegt im Rajon Skadowsk, 7 km südwestlich vom Gemeindezentrum Hladkiwka, 20 km südlich vom ehemaligen Rajonzentrum Hola Prystan und 60 km über Straße südlich vom Oblastzentrum Cherson. Nordöstlich vom Dorf verläuft in 3 km Entfernung die Regionalstraße P–57.